# Hippoシグナル伝達経路

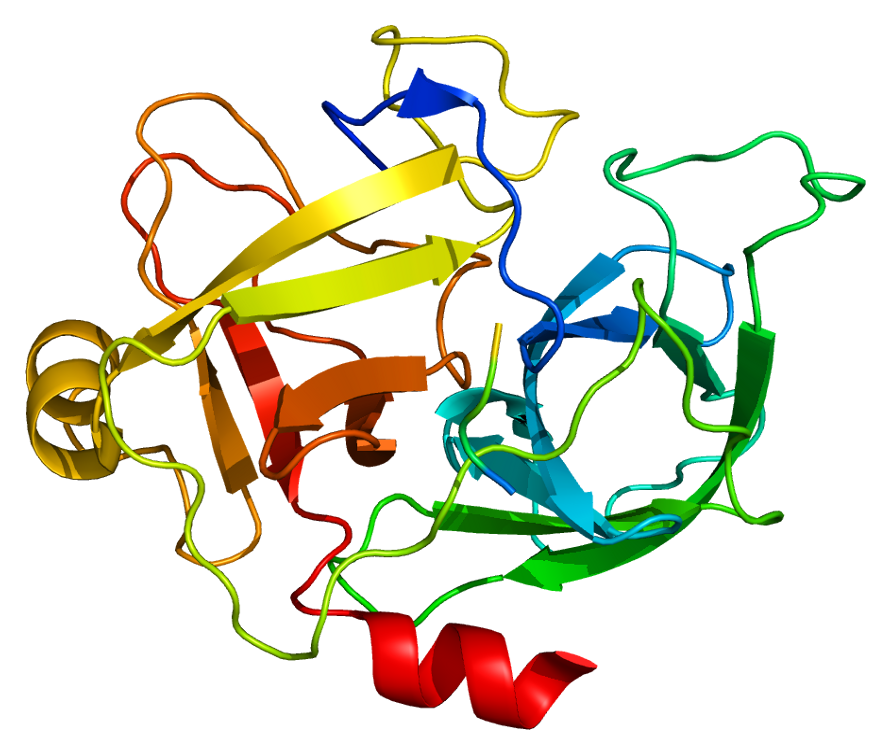
Hippoタンパク質のヒトホモログであるMST1は、ヒトのHippoシグナル伝達経路の一部を構成する。

Hippoシグナル伝達経路（Hippoシグナルでんたつけいろ、英: Hippo signaling pathway）またはSalvador-Warts-Hippo（SWH） 経路（Salvador-Warts-Hippoけいろ）は、動物において、細胞増殖とアポトーシスの調節を通じて器官のサイズを制御するシグナル伝達経路である。この経路の名称は、ショウジョウバエDrosphilaで重要なシグナル伝達因子の1つであるプロテインキナーゼHippo（Hpo）に由来する。Hippoをコードする遺伝子の変異は組織の過成長をもたらし、カバのような（hippopotamus-like）表現型をもたらす。
発生生物学における基本的な疑問の1つは、器官は特定のサイズに達した後、どのようにして成長を止めるのかということである。器官の成長は、細胞分裂やプログラム細胞死（アポトーシス）など、細胞レベルで生じるいくつかの過程に依存している。Hippoシグナル伝達経路は、細胞増殖の抑制とアポトーシスの促進に関与している。多くのがんは抑制を受けない細胞分裂という特徴を有するため、このシグナル伝達経路はヒトのがん研究において重要性が増している。またHippoシグナル伝達経路は、幹細胞や組織特異的な前駆細胞の自己複製と増殖にも重要な役割を果たしている。
Hippoシグナル伝達経路は高度に保存されているようである。Hippo経路の構成要素の大部分はキイロショウジョウバエDrosophila melanogasterで遺伝的モザイク法によるスクリーニングを用いて同定され、それらはその後哺乳類でもオルソログが発見された。このように、ショウジョウバエでのこの経路の解明は、哺乳類でがん遺伝子またはがん抑制遺伝子として機能する多くの遺伝子の同定に寄与してきた。

## 機構
Hippo経路は、HpoがプロテインキナーゼWarts（Wts）をリン酸化する、というコアキナーゼカスケードから構成される。Hpo（哺乳類ではMST1、MST2）はSte20ファミリーのプロテインキナーゼである。この高度に保存されたセリン/スレオニンキナーゼファミリーは、細胞増殖、アポトーシス、ストレス応答など、いくつかの細胞過程を調節する。Wts（哺乳類ではLATS1、LATS2）は、リン酸化されることで活性化される。Misshapen（Msn、哺乳類ではMAP4K4、MAP4K6、MAP4K7）とHappyhour（Hppy、哺乳類ではMAP4K1、MAP4K2、MAP4K3、MAP4K5）もHpoと並行してWtsを活性化する。WtsはNDRキナーゼのメンバーであり、NDRキナーゼは細胞周期の進行、成長、発生の調節因子であることが知られている。Salvador（Sav、哺乳類ではSAV1）とMob as tumor suppressor（Mats、哺乳類ではMOBKL1A、MOBKL1B）という2つのタンパク質がWtsの活性化を促進することが知られている。SavはWWドメイン含有タンパク質であり、このタンパク質にはトリプトファンとプロリンを含む高度に保存された配列が存在する。HpoはSavに対して結合とリン酸化を行い、このHpo-Sav間相互作用はWtsのリン酸化を促進することから、Savは足場タンパク質として機能している可能性がある。HpoはMatsもリン酸化して活性化し、MatsはWtsに結合してWtsのキナーゼ活性を強化する。
活性化されたWtsは転写コアクチベーターYorkie（Yki）をリン酸化して不活性化する。Yki自身はDNAに結合することはできないが、活性化状態のYkiは転写因子Scalloped（Sd）に結合し、Yki-Sd複合体は核に局在するようになる。これによって、細胞周期の進行を促進するサイクリンEや、アポトーシスを防ぐdiap1など、器官の成長を促進するいくつかの遺伝子の発現を可能にする。Ykiは、細胞数に影響を与える正の成長調節因子であるbantam miRNAの発現も活性化する。そのため、WtsによるYkiの不活性化はこれらの成長促進調節因子の転写を抑制し、成長を阻害することとなる。WtsはYkiのセリン168番をリン酸化することでYkiと14-3-3タンパク質との結合を促進する。14-3-3タンパク質はYkiの細胞質への隔離を助け、核内への移行を防ぐ。哺乳類には2つのYkiのオルソログYAPとTAZ/WWTR1が存在する。YAPとTAZは活性化されると、p73、RUNX2、TEADファミリーなど、いくつかの転写因子に結合する。マウスとヒトの上皮細胞では、YAPはHOXA1とHOXC13の発現を調節する。
コアHpo/Wtsキナーゼカスケードの上流の調節因子には、膜貫通タンパク質Fatといくつかの膜結合タンパク質がある。非典型的カドヘリンであるFat（哺乳類ではFAT1からFAT4）は受容体として機能している可能性があるが、細胞外リガンドは同定されていない。組織のパターン形成において、Fatは他の非典型的カドヘリンであるDachsous（Ds、哺乳類ではDCHS1）と結合することが知られているが、組織の成長の調節におけるDsの役割は不明である。しかしながら、FatはHpo経路の上流の調節因子として認識されている。Fatは頂端部に局在するタンパク質Expanded（Ex、哺乳類ではFRMD6/Willin）を介してHpoを活性化する。Exは他の2つの頂端部局在タンパク質Kibra（哺乳類ではKIBRA）とMerlin（Mer、哺乳類ではNF2）と相互作用し、Kibra-Ex-Mer（KEM）複合体を形成する。ExとMerはFERMドメイン含有タンパク質であり、KibraはSav同様、WWドメイン含有タンパク質である。KEM複合体はHpoキナーゼカスケードと物理的に相互作用し、コアキナーゼカスケードを細胞膜に局在させて活性化する。またFatは、Ex/Hpo非依存的に非定型ミオシンDachsの阻害を介してのWtsの調節も行う。通常、DachsはWtsに結合して分解を促進する。

## がん
ショウジョウバエでは、Hippoシグナル伝達経路はSav、Wts、Hpoなどからなるキナーゼカスケードが関与する。Hippoシグナル伝達に関与する遺伝子の多くはがん抑制遺伝子として認識されているが、Yki/YAP/TAZはがん遺伝子として同定されている。YAP/TAZはがん細胞をがん幹細胞へリプログラミングすることができる。YAPはヒトのがんの一部、乳がん、大腸がん、肝がんなどで上昇している。このことは、YAPの近年発見された機能である、接触阻害の克服によって説明可能かもしれない。接触阻害は正常細胞が in vitroとin vivoで成長を制御する基本的性質で、細胞がコンフルエントに達した（細胞培養の場合）、もしくは体内の可能な空間を全て占有して互いに接触するようになった後に増殖が止まる性質である。この性質はがん細胞では一般的に失われており、がん細胞は制御を受けない形で増殖を行う。実際に、YAPの過剰発現は接触阻害に対抗する。
がん抑制遺伝子として認識されている経路構成要素の多くは、ヒトのがんで変異している。例えば、FAT4の変異は乳がんでみられ、NF2は家族性と孤発性の神経鞘腫で変異している。さらに、ヒトのがん細胞株のいくつかはSAV1とMOBK1Bに変異が生じている。しかしながら、マーク・カーシュナーとTaran Gujralによる近年の研究では、Hippo経路の構成要素のがんにおける役割は以前考えられていたよりも微妙なものであることが示された。Hippo経路の不活性化は、FDAの承認を受けた15種類の抗がん剤に対する感受性を高めた。他の研究では、Hippo経路のキナーゼLATS1/2はがん免疫を抑制することがマウスで示された。Vivace TherapeuticsとGeneral Biotechnologiesの子会社のNivien Therapeuticsのベンチャー2社は、Hippo経路を標的としたキナーゼ阻害剤の積極的な開発を行っている。

## ヒトの器官のサイズの調節
心臓は哺乳類の発生時に最初に形成される器官である。適切なサイズで適切に機能する心臓は、生涯にわたって必要不可欠である。外傷や疾患による心筋細胞の喪失は心不全を引き起こし、罹患率と死亡率の多くを占める。残念ながら、成人の心臓の再生能力は限られている。Hippo経路は、細胞の増殖を阻害し、アポトーシスを促進し、幹細胞や前駆細胞の運命を調節し、そして一部の条件下では細胞のサイズを制限することで器官のサイズを制御する、進化的に保存された役割を果たしていることが近年特定された。研究は、この経路が心筋細胞の増殖と心臓のサイズに重要な役割を果たしていることを示していた。Hippo経路の不活性化、またはYAPコアクチベーターの活性化は心臓の再生能力を改善した。機械的ストレス、Gタンパク質共役受容体シグナル伝達、酸化ストレスなど、Hippo経路の上流の既知のシグナルのいくつかは、心臓の生理に重要な役割を果たすことが知られている。さらに、YAPは複数の転写機構によって心筋細胞の運命を調節することが示されている。

## 遺伝子名の混乱
HippoのTAZタンパク質は、しばしばHippo経路とは無関係なTAZ遺伝子と混同される。TAZ遺伝子はタファジンをコードする。Hippo経路のTAZタンパク質をコードする遺伝子の公式名はWWTR1である。また、MSTとMST2の公式名は、それぞれSTK4とSTK3である。バイオインフォマティクスのデータベースでは公式遺伝子シンボルが利用され、商用のPCRプライマーやsiRNAでも公式遺伝子名が利用されている。

## 要約表
| キイロショウジョウバエ         | ヒトのオルソログ           | タンパク質の説明とHippoシグナル伝達経路における役割                                                                                  |
| ------------------------------ | -------------------------- | --- |
| Dachsous (Ds)                  | DCHS1, DCHS2               | Fat受容体のリガンドとして機能する可能性のある非典型的カドヘリン                                                                      |
| Fat (Ft)                       | FAT1, FAT2, FAT3, FAT4     | Hippo経路の受容体として機能する可能性のある非典型的カドヘリン                                                                        |
| Expanded (Ex)                  | FRMD6                      | Kibra、Merと結合してコアキナーゼカスケードの上流調節因子となる、FERMドメイン含有頂端タンパク質                                       |
| Dachs (Dachs)                  |                            | Wtsに結合して分解を促進する非定型ミオシン                                                                                            |
| Kibra (Kibra)                  | WWC1                       | Ex、Merと結合してコアキナーゼカスケードの上流調節因子となる、WWドメイン含有頂端タンパク質                                            |
| Merlin (Mer)                   | NF2                        | Ex、Kibraと結合してコアキナーゼカスケードの上流調節因子となる、FERMドメイン含有頂端タンパク質                                        |
| Hippo (Hpo)                    | MST1, MST2                 | Wtsをリン酸化して活性化するSte20型キナーゼ                                                                                           |
| Salvador (Sav)                 | SAV1                       | HpoによるWtsのリン酸化を促進する、足場タンパク質として機能する可能性のあるWWドメイン含有タンパク質                                   |
| Warts (Wts)                    | LATS1, LATS2               | Ykiをリン酸化して不活性化するNDRキナーゼ                                                                                             |
| Mob as tumor suppressor (Mats) | MOBKL1A, MOBKL1B           | Wtsに結合し、その触媒活性を高めるキナーゼ                                                                                            |
| Yorkie (Yki)                   | YAP, TAZ/WWTR1             | 活性化型である非リン酸化型でSdに結合し、細胞成長と細胞増殖の促進とアポトーシスの抑制を担う標的遺伝子を活性化する転写コアクチベーター |
| Scalloped (Sd)                 | TEAD1, TEAD2, TEAD3, TEAD4 | Ykiに結合して標的遺伝子の発現を調節する転写因子                                                                                      |

## 関連文献
- “Hippo Signaling in the Liver Regulates Organ Size, Cell Fate, and Carcinogenesis”. Gastroenterology 152 (3):  533–545. (February 2017). doi:10.1053/j.gastro.2016.10.047. PMC 5285449. PMID 28003097.
- “Hippo/YAP signaling pathway mitigates blood-brain barrier disruption after cerebral ischemia/reperfusion injury”. Behavioural Brain Research 356:  8–17. (January 2019). doi:10.1016/j.bbr.2018.08.003. PMC 6193462. PMID 30092249.
- Valentina Rausch, Carsten G. Hansen (2020). The Hippo Pathway, YAP/TAZ, and the Plasma Membrane. Trends in Cell Biology   https://doi.org/10.1016/j.tcb.2019.10.005